# 대한민국 민법 제708조
대한민국 민법 제708조는 업무집행자의 사임, 해임에 대한 민법 채권법 각칙의 조문이다.

## 조문
제708조(업무집행자의 사임, 해임) 업무집행자인 조합원은 정당한 사유없이 사임하지 못하며 다른 조합원의 일치가 아니면 해임하지 못한다.

第708條(業務執行者의 辭任, 解任) 業務執行者인 組合員은 正當한 事由없이 辭任하지 못하며 다른 組合員의 一致가 아니면 解任하지 못한다.

## 비교 조문
일본민법 제672조 1. 조합계약으로 1인 또는 수인의 조합원에게 업무의 집행을 위임한 때에는 그 조합원은 정당한 사유가 없으므로 사임할 수 없다.
2. 전항의 조합원은 정당한 사유가 있는 경우에 한하여 다른 조합원의 일치에 의하여 책임할 수 있다.

## 참고 문헌
- 오현수, 일본민법, 진원사, 2014. ISBN 9788963463452
- 오세경, 대법전, 법전출판사, 2014 ISBN 9788926210277
- 이준현, LOGOS 민법 조문판례집, 미래가치, 2015. ISBN 9791155020869

## 같이 보기
- 조합